# Języki saharyjskie
Języki saharyjskie – rodzina języków nilo-saharyjskich używanych na rozległych obszarach wschodniej Sahary od sudańskiej krainy Darfur po tereny wschodniej Libii, środkowego Czadu i północno-wschodniej Nigerii. Rozpada się na dwa główne zespoły: zespół wschodni z językami berti i zaghawa i zespół zachodni z najważniejszym w rodzinie saharyjskiej językiem kanuri. Językami saharyjskimi posługuje się kilka milionów ludzi.